# Zhowagoin
Zhowagoin (kinesiska: Zhuwagen, 竹瓦根, Jigong, 吉公, 竹瓦根镇) är en häradshuvudort i Kina. Den ligger i den autonoma regionen Tibet, i den sydvästra delen av landet, omkring 620 kilometer öster om regionhuvudstaden Lhasa. Antalet invånare är 6 522. Befolkningen består av 3 156 kvinnor och 3 366 män. Barn under 15 år utgör 20,0 %, vuxna 15-64 år 75 %, och äldre över 65 år 3,0 %.
Trakten runt Zhowagoin är nära nog obefolkad, med mindre än två invånare per kvadratkilometer. Närmaste större samhälle är Gyigang, 6,5 km öster om Zhowagoin. I omgivningarna runt Zhowagoin växer i huvudsak blandskog.
Genomsnittlig årsnederbörd är 1 132 millimeter. Den regnigaste månaden är juli, med i genomsnitt 200 mm nederbörd, och den torraste är december, med 4 mm nederbörd.